# Crambomorphus sinuatus
Crambomorphus sinuatus är en insektsart som först beskrevs av Olivier 1811.  Crambomorphus sinuatus ingår i släktet Crambomorphus och familjen myrlejonsländor. Inga underarter finns listade i Catalogue of Life.